# Rue Garinet
La  rue Garinet  est une voie de la commune de Châlons-en-Champagne, située au sein du département de la Marne, en région Champagne-Ardenne.

## Situation et accès
La rue Garinet appartient au centre-ville.

## Origine du nom
Elle rend hommage tant à Claude-Joseph, ancien maire de Châlons qu'a son fils Jules avocat et bienfaiteur de la ville.

## Historique
Elle a porté le nom de rue Champouplin, rue de la Boule-Blanche, rue du Paradis.